# Route régionale 109 (Tunisie)
Pour les articles homonymes, voir Route 109.
La route régionale 109 ou RR109 est un axe routier secondaire de Tunisie qui relie Zarzis à Ben Gardane.